# Lymantria matuta
Lymantria matuta este o specie de molii din genul Lymantria, familia Lymantriidae, descrisă de Felix Bryk 1949 Conform Catalogue of Life specia Lymantria matuta nu are subspecii cunoscute.